# Iulia Motoc
Iulia Antoanella Motoc (20 de agosto de 1967) es una jueza rumana y experta en derecho internacional, actualmente magistrada del Tribunal Europeo de Derechos Humanos y profesora de la Universidad de Bucarest. Antes de incorporarse al Tribunal, fue magistrada del Tribunal Constitucional de Rumanía. Motoc fue Relatora Especial de la ONU para la República Democrática del Congo y presidió varios órganos de expertos internacionales y fue vicepresidenta del Comité de Derechos Humanos de las Naciones Unidas. El 1 de octubre de 2013, la Asamblea Parlamentaria del Consejo de Europa eligió a Motoc jueza del Tribunal Europeo de Derechos Humanos por lo que respecta a Rumanía.Obtuvo la mayoría absoluta de los votos emitidos por los parlamentarios. Su mandato de nueve años comenzó el 18 de diciembre de 2013. En agosto de 2021, fue elegida miembro del Instituto de Derecho International. El 28 de marzo de 2023, tras un proceso de selección, fue elegida por el gobierno rumano candidata de Rumanía al puesto de juez de la Corte Penal Internacional.